# Iurie Muntean
Iurie Muntean (n. 13 mai 1972, Criuleni) este un politician din Republica Moldova, care în anii 2008-2009 a îndeplinit funcția de Viceministru al Economei al Republicii Moldova, iar între 2009 și 2014 a fost deputat în Parlamentul Republicii Moldova.

## Biografie
Iurie Muntean s-a născut pe 13 mai 1972, în orășelul Criuleni, RSS Moldovenească, URSS. În 1994 a absolvit Universitatea de Stat din Moldova, Facultatea „Drept” (specializarea: dreptul internațional și relațiile economice externe). În 1999-2000 a urmat un curs de magistru în administrarea afacerilor la Școala de Management din Bled, Slovenia. În 2001 a absolvit Academia de Studii Economice din Moldova, Facultatea „Finanțe” (specializarea: bănci și burse de valori).
În perioada iulie 1994 – iunie 1996 a activat în calitate de consultant la Ministerul Economiei, iar în 1996-1998 a fost lector la Universitatea Liberă Internațională din Moldova (Facultatea de Drept și Facultatea Studiilor Economice). În iunie 1996 - februarie 2002 a fost șef al departamentului juridic la Agenția pentru Restructurarea Întreprinderilor și Asistența „ARIA” și Centrul pentru Productivitate și Competitivitate „CPC”. Între martie 2002 și iunie 2006 a fost manager de proiecte la Biroul Asociat de Avocați „Justil Group” din Chișinău. În august 2006 - aprilie 2007 a fost director general al Centrului pentru Productivitate și Competitivitate  din Moldova „ARIA” (societate pe acțiuni de tip închis cu 100% capital de stat fondată de către Ministerul Economiei și Comerțului în 2006).
În perioada aprilie 2008 - septembrie 2009 a fost viceministru al Economei al Republicii Moldova, în timpul mandatului de ministru al lui Igor Dodon.
În aprilie 2009 a fost ales deputat în Parlamentul Republicii Moldova de Legislatura XVII pe lista PCRM. A fost numit președinte al Comisiei Politică Economică, Buget și Finanțe. La alegerile anticipate din iulie 2009 din nou a fost ales ca deputat, în parlamentul de Legislatura XVIII. La următoarele alegeri anticipate din 2010 iarăși a fost ales în funcția de deputat, în parlamentul de Legislatura XIX (2010-2014).
În 2010 Muntean a devenit secretar executiv al Partidului Comuniștilor din Republica Moldova. La 3 februarie 2012 Vladimir Voronin a declarat că va înainta candidatura lui Muntean la președinția PCRM la următorul congres al partidului.
În vara anului 2014, Iurie Muntean a fost exclus din Comitetul Executiv al PCRM, apoi și din funcția de secretar executiv al partidului, ca în data de 23 decembrie 2014 să fie exclus definitiv din Partidul Comuniștilor. Despre excluderea sa din partid Muntean spunea ulterior: „am fost exclus din PCRM pentru viziuni de stânga” ... „deși sunt comunist adevărat, de a treia generație”.

## Controverse
În martie 2001, Iurie Muntean a participat cu jurnaliștii Constantin Tănase, Aneta Grosu și cântăreața de muzică folk Maria Sarabaș într-o delegație moldo-română la Congresul Consiliului Mondial Român de la Atlanta, unde, după, spusele lui Tănase, Iurie Muntean ar fi dansat Hora Unirii de rând cu ceilalți, contrar ideologiei sale. Muntean, însă, neagă ca ar dansat Hora Unirii.
La sfârșitul anului 2014 Muntean le-a luat apărarea lui Mihail Amerberg și Pavel Grigorciuk, membri ai organizației extremiste „ANTIFA” reținuți de organele de drept.
Cunoscut pentru poziția sa moldovenistă agresivă, Iurie Muntean a apărut în public la unele mitinguri într-un tricou care avea inscripționat pe el „Еу сынт молдован! Еу грэеск молдовенеште!” (n.n. scris în chirilică: „Eu sunt moldovan, eu grăiesc moldovenește”). Fratele său, Ivan Muntean, este liderul asociației obștești „Eu sunt moldovan, eu grăiesc moldovenește”.